# .ga
Pour les articles homonymes, voir GA.
.ga est le domaine de premier niveau national (country code top level domain : ccTLD) réservé au Gabon. Il est administré par l'Agence Nationale des Infrastructures Numériques et des Fréquences.

## Histoire
Entre 1998 et 2004, l'extension de domaine a été administré par l'Agence Nationale des Infrastructures Numériques et des Fréquences, puis transféré à Gabon Telecom. En 2013, Gabon Telecom a formé un partenariat avec le registraire de domaines international Freenom pour proposer des enregistrements de ce domaine gratuitement.
Entre le 4 et le 7 juin 2023, l'ANINF, avec l'assistance technique de l'AFNIC, reprend la gestion technique de ce domaine national, jusque là effectué par Freenom, afin de mettre fin aux pratiques abusives. La possibilité d'enregistrer un nom de domaine .ga gratuitement a été retiré en même temps que cette migration technique.

## Noms de domaine de second niveau
Les noms de domaine de second niveau terminant par .ga sont :
- .gouv.ga – réservé aux organisations gouvernementales
- .co.ga – organisations commerciales
- .edu.ga, univ.ga – écoles, universités et académies